# Клоц (провинция Тренто)
Клоц (итал. Cloz) — упразднённая коммуна в Италии, располагается в провинции Тренто, в области Трентино-Альто-Адидже.
Население составляет 729 человек (2011 г.), плотность населения составляет 91 чел./км². Занимает площадь 8 км². Почтовый индекс — 38020. Телефонный код — 0463.
Покровителем коммуны почитается святой первомученик Стефан, празднование 26 декабря.

## Демография
Динамика населения:

## Администрация коммуны
- Официальный сайт: http://www.comune.cloz.tn.it/ Архивная копия от 18 мая 2009 на Wayback Machine